# Доронин, Михаил Иванович (актёр)
Михаи́л Ива́нович Доро́нин (28 октября 1880 — 21 сентября 1935) — русский, российский и советский актёр, режиссёр, сценарист.

## Биография
Родился 28 октября 1880 в селе Озерки Зарайского уезда Рязанской губернии (ныне Зарайский район Московской области). Окончил Московский университет и драматическую школу Московского Художественного Театра.
Актер и режиссер Введенского народного дома (1906—1911), театра «Летучая мышь» (1911—1914), театра Корша (1914—1920). Актер и зав. школой в театре Вс. Мейерхольда (1920—1922). В кино — с 1910 года. С 1915 — актер и режиссер «Русской Золотой Серии» и Акционерного общества «Нептун». В двадцатые годы преподавал в ГТК (ныне — ВГИК).
Скончался в 1935 году на съёмках фильма.

## Фильмография
- Л’Хаим — Шлёма Матец (1911)
- Тайна дома № 5 — Любовник Эльзы(1912)
- Война и мир — Долохов (1915)
- Сильный человек(1917)
- Лицо судьбы(1917)
- Юность не простила страсти запоздалой(1917)
- Когда мы, мертвые, воскреснем?(1918)
- Конец рода Лунич — Д’Омарен, журналист(1924)
- Вторая жена, (1927)
- Веселая канарейка — Chief Secret Service (1928)
- Горизонт — Исаак Горизонт (1932)
- Великий утешитель — Хозяин (1933)
- Кража зрения — The priest (1934)
- Соловей-соловушко — Модест Петрович Новостьянов (1936)

### Режиссер
- Вторая жена, 1927
- Как Петюнька ездил к Ильичу, 1924[2]